# 2018年臺灣燈會
2018年臺灣燈會是2018年（農曆戊戌年，生肖狗）2月至3月在嘉義縣舉辦的第29屆燈會。
嘉義縣睽違11年再度獲得主辦權，也是繼臺北市、高雄市、臺南市、臺中市之後第五個舉辦過第二次國家燈會的縣市。
這次燈會首度分為兩階段點燈。第一階段為嘉義縣政府規劃的六大主題燈區於大年初一（2月16日）晚上點燈，由行政院長賴清德和嘉義縣長張花冠率領貴賓共同擊鼓點亮，展開長達24天燈會活動。第二階段為交通部觀光局規劃的主燈暨主燈區於元宵節（3月2日）晚上點燈，由總統蔡英文、交通部長賀陳旦及嘉義縣長張花冠共同觸摸雷射水晶球點亮。

## 籌備初期

### 燈會主辦權之爭
交通部觀光局邀請嘉義縣政府與屏東縣政府進行2018台灣燈會申辦計畫簡報，兩個縣市分別由縣長張花冠及潘孟安親自出馬。
嘉義縣之前爭取2017台灣燈會敗給雲林縣，這次捲土重來志在必得。嘉義縣長張花冠坐輪椅掛點滴進入簡報會場，民進黨立委陳明文也陪同嘉義縣團隊。2007年台灣燈會曾在嘉義縣舉辦，盛大且圓滿，此次，嘉義縣政府再次極力爭取2018年台灣燈會主辦權，嘉義縣長張花冠表示，嘉義從2015年起就已積極籌備舉辦燈會的相關事宜，從這次觀光局的提案條件來看，無論是執行能力、交通運輸、旅館、燈會創意、觀光路線等等，嘉義縣都已充分準備，絕對符合交通部觀光局的期待。
屏東縣由縣長潘孟安領軍，大鵬灣國家風景區管理處也派員加入屏東縣團隊，合力爭取台灣燈會到屏東。縣長潘孟安訴求屏東是西部唯一未舉辦過台灣燈會的縣市，中央應該給屏東一個機會，屏東是南向政策的前哨，也有很多來自東南亞的新移民，燈會將規畫南島藝術燈區，並培訓新移民擔任導覽。屏東縣規劃的台灣燈會分別設在屏東市的雲鵬社區與東港鎮大鵬灣風景區，兼具海陸特色，並規劃一日遊與二日遊行程，讓觀賞燈會的遊客能同時飽覽南部縣市的風土民情，已獲得高雄市、台南市、澎湖縣等首長支持。

### 嘉義縣取得燈會主辦權
交通部觀光局宣布嘉義縣取得第29屆「2018台灣燈會」主辦權，並且同時宣布屏東縣主辦第30屆「2019台灣燈會」，採取與以往不同且皆大歡喜的做法。交通部觀光局長周永暉表示，未來燈會將不用在受限於生肖主題，結合既有定景與低密度展區規劃，鼓勵運用在地題材與多元化展示方式，而過去主辦縣市只有1年籌備期，這次為了以國際團隊參與方式來做籌畫，有更充裕的時間做準備，未來也會提前2年宣布燈會的主辦縣市。
觀光局表示，嘉義縣和屏東縣都相當積極爭取2018台灣燈會的主辦權，嘉義縣政府預計在縣政府治特區、故宮南院及蒜頭糖廠舉辦，舉辦地點除了交通疏運和基地現況平整等基礎條件佳，利於遊客參訪外，也強打「早上逛故宮，晚上逛燈會」的特色。屏東縣政府則預計在六塊厝地區（大鵬七村、凌雲三村）及大鵬灣青洲濱海遊憩區、帆船基地舉辦，除取得高雄市、台南市及澎湖縣合作推動共識，並整合大鵬灣國家風景區的海陸區為特色，呈現燈會新格局，同時也加入原住民、閩南、客家、新住民等多元族群文化元素。

### 副燈區設置意見
許多鄉鎮市都表態要爭取設置第二燈區或副燈區，包含朴子市（離燈會主場地近，御賜燈花原鄉）、新港鄉（媽祖文化特色）、民雄鄉（人口最多，縣內第一大鄉鎮）、水上鄉（北回歸線太陽館園區）、布袋鎮（高跟鞋教堂）。副縣長吳芳銘強調，嘉縣將打造一場突破傳統、結合科技的國際盛會，目前所有作業尚在規畫中，會和有意願的鄉鎮市長通盤討論後，才能評估有無設置副燈區必要。縣長張花冠回應，可以考慮設副燈區場地，但舉辦燈會需要對外募款，需要各鄉鎮市長協助募款，希望能順利圓滿達成募款目標。

## 歷史事紀
- 2016年12月22日，嘉義縣長張花冠與國立故宮博物院代表率同縣府團隊參加交通部觀光局舉辦的第29屆臺灣燈會評選會，爭取燈會在嘉義縣舉辦。
- 2017年2月17日，經交通部觀光局評選委員會討論，決議本屆燈會由嘉義縣主辦，並同步宣布第30屆燈會主辦縣市由屏東縣接棒，並奉行政院核定。
- 2017年2月19日，縣長張花冠率領縣府團隊參加2017年臺灣燈會閉幕式當中象徵傳承的接燈典禮上，以奧黛麗赫本的造型現身，牽著小狗（2018年為生肖狗年）出場與嘉義在地舞團一起大跳50年代最流行的舞蹈，從雲林縣長李進勇和交通部觀光局長周永暉手中接下本屆燈會主辦權[1]。
- 2017年8月14日，縣長張花冠親赴新加坡，拜會新加坡牛車水慶中秋委員會洽談燈會合作展燈事宜，牛車水慶中秋燈節是新加坡代表性的燈節，希望能增加2018燈會國際燈區的異國風味。陳祖坤主席允諾今年中秋燈節後，協助將具新加坡的特色燈送到嘉義參與2018台灣燈會，屆時也會邀請各界人士前往賞燈。
- 2017年9月26日，嘉義縣政府上午在縣府中庭發表2018台灣燈會Logo （標識），現場由張花冠率領吳鳳科技大學美容美髮造型設計系學生走秀，展示有燈會Logo衣服等物品，燈會Logo設計師陳俊良、嘉義縣各鄉鎮市長、議員等民代到場共襄盛舉。
- 2017年9月29日，縣長張花冠親自到韓國首爾，邀請首爾燈節委員會到2018台灣燈會展燈。首爾燈節委員會委員長張炳鶴當場拍案，同意展燈。這將是極富盛名的清溪川首爾燈節，首度與台灣燈會合作展燈。張花冠也承諾，2018年11月的首爾燈節，嘉義縣也不會缺席，雙方將進一步針對台韓文化與旅遊交流。張炳鶴委員長則表示，相信透過本次盛會，台韓雙方日後各方面的交流也將會更活絡與提昇，讓世界看見嘉義、看見首爾。
- 2017年11月11日，嘉義縣政府下午在太保市縣治主燈區，舉行主燈基座動土儀式。縣長張花冠率縣府團隊，與交通部觀光局長周永暉等共同動土，祈求施工順利，為燈會求好采頭。儀式結束，突然天空降雨，主持的宗教民俗學者吳彰裕教授說，水代表財，「富雨」好兆頭，燈會會帶給嘉義縣發財。周永暉預祝嘉義縣「狗來發發發！」來參觀的人必發。對於主燈造型，包括觀光局和設計總監彭力真都語帶神祕說，這是祕密，請大家拭目以待。
- 2017年12月2日，縣長張花冠首開先例，舉辦「抱誠守真．花young嘉義」2018台灣燈會義賣畫展，上午11點在民雄鄉縣立表演藝術中心展覽廳登場，她將家鄉人物地產景當創作題材入畫。這是小花縣長生平第一次，為燈會獻出70幅油畫義賣，義賣所得全部用來辦燈會，展期到2018年1月14日止。
- 2018年1月4日，交通部觀光局首度對外揭開主燈及小提燈造型，主燈命名為「忠義天成」，總高度21公尺，今年以雙主燈概念呈現，融入嘉義在地文化特色，突破以往以單一生肖為主題。而每年最受小朋友喜愛的小提燈取名為「達力狗」，將嘉義在地山、海、阿里山森鐵變成小狗身上的絢麗斑紋，小狗肚子還設計腳印刀模，夜晚提燈地上就會出現小狗腳印，十分討喜。
- 2018年1月16日，一度傳出已經連續參展11年的法輪大法法船花燈申請參展公文遲遲未被許可，嘉義部分主流人士表達力挺法輪大法花燈進場展出。 [參 4]
- 2018年1月17日，縣長張花冠17日拍板，「法輪大法法船花燈」製作團隊確定將在18日進駐展區、如期參展。 [參 5]
- 2018年1月19日，今年台灣燈會在嘉義縣舉辦，下午3點進行主燈「忠義天成」安座儀式，由縣長張花冠、議長張明達、交通部觀光局長周永暉、主燈贊助單位中華電信公司、埴鈁藝術總監彭力真在主燈區舉行安座，大型吊車吊掛主燈鋼樑底盤，象徵主燈正式安座儀式，由民俗學者吳彰裕進行結界造境及祈福後順利完成；嘉義縣長張花冠說，主燈「忠義天成」呈現狗兒注重「忠與義」的精神，就跟嘉義人一模一樣，狗年舉辦在嘉義縣辦台灣燈會是最適合的。
- 2018年2月22日，台灣燈會主燈「忠義天成」今晚試燈，由交通部觀光局長周永暉及嘉義縣長張花冠親自主持，工作人員針對主燈色調、光線角度、燈光投射方向做調整，並呈現主燈多種色彩。2018台灣燈會「嘉義燈區」於大年初一登場，春節假期已經吸引許多遊客到嘉義賞燈。燈會主燈「忠義天成」及主燈區，3月2日元宵節當晚才會正式點燈，今晚7時許進行非公開試燈。數十分鐘試燈不斷調整燈光色調，工作人員分別以紅、黃、紫紅、綠等多種色彩呈現主燈樣貌。今年主燈是一名原住民小孩牽狗，呈現「狗年來福」造型，以孩童赤子之心眺望未來新希望，小朋友用揮手之姿向世界Say Hello，傳遞幸福與歡笑，並展現狗的忠義本性，讓世界看見台灣。雖然現場毛毛細雨， 仍然吸引不少遊客遠方駐足「搶先欣賞」。
- 2018年2月27日，交通部觀光局策劃台灣燈會主燈「忠義天成」，元宵夜總統蔡英文點燈，屆時嘉義縣治特區50公頃7大主題18個燈區全點亮，點燈儀式結束，原擬施放高空煙火，為安全取消，元宵節下午4點，安排空軍嘉義基地5架Ｆ-16戰機衝場，編隊低空大雁飛行通過燈區表演，台灣燈會主燈點燈，以戰機衝場取代放高空煙，將是燈會史上頭一遭。縣長張花冠邀空軍嘉義基地Ｆ-16戰機衝場表演，昨晚5架戰機編隊低空大雁飛行，演練通過燈區；副縣長吳芳銘說，戰機衝場表演安排元宵節主燈點燈下午4點踩街表演時段。空軍第四戰術戰鬥機聯隊政戰部說，國防部核定3月1日及2日衝場表演，屆時將派一個中隊5架Ｆ-16戰機，編隊低空大雁飛行通過燈區，軍方做好準備，配合縣府安排時間，慶賀迎燈會，並為8月營區開放暖場。
- 2018年3月1日，燈會展期將從3月2日至3月11日一連十天，在嘉義縣太保市縣府前縣治特區隆重登場，並於3月1日辦理「主燈區」試燈彩排，自1日下午5時30分起舉辦盛大的彩排表演活動，且晚上試燈時還首度出動五架F-16以大雁型衝場，為元宵燈會揭開序幕。交通部觀光局表示，今年邀請到朴子電音三太子戰鼓團、新世紀文化藝術團、菲律賓Kahayag舞蹈團、新生代舞蹈團、印尼Rampoe UGM樂舞團、雯翔舞團、三信家商樂旗隊及朱宗慶打擊樂團等國內外知名表演團體，為燈會正式開幕提前暖身。晚間7時整進行「2018台灣燈會彩排試燈儀式」，所有儀式及程序均如同正式開燈，精心設計的雷射燈光加上開燈音樂，磅礡氣勢撼動全場，聲光效果十足，是一場結合科技、時尚、傳統民俗文化與藝術的饗宴，今年主燈「忠義天成」總高度約21公尺，將於19時17分試燈，觀光局歡迎民眾於3月1日起就來體驗台灣燈會元宵歡樂節慶氣氛。
- 2018年3月3日，單日95.6萬人創新高記錄，至今累計616.4萬人，是以手機與ETC的信令數據，計算的是每個進場的遊客（不是人次），台灣燈會到下周日3月11日結束。今天下午4點多要進入燈區的車流開始出現，6點多時交通逐漸打結。民眾表示，可能是周末假日，加上天氣更溫暖了，還有伍佰晚上要表演，以及主燈區昨晚正式點亮，種種因素造成人潮車潮大增。民眾說，昨天主燈點燈就超過50萬人，今晚看起來多出一倍以上，人超出，連燈區鄰近村落都停滿車輛。由於燈區廣達50公頃，即使近百萬人潮，還是有走動的空間。
- 2018年3月11日晚間10點半，主燈「忠義天成」進行最後一場展演，將為期24天的活動畫下完美句點，期間共吸引逾千萬人次參觀。觀光局表示，「忠義天成」將由西拉雅國家風景區管理處典藏，但因台南西拉雅風景區管理處與台南走馬瀨農場有合作協議，決定將主燈移置走馬瀨農場，「2019台灣燈會」將移師屏東舉辦。於嘉義舉辦的2018台灣燈會活動自2月16日大年初一啟動，首創展期最長、面積最大、F-16戰機衝場、水陸空燈區、雙主題主燈、熱氣球嘉義升空、義賣畫作籌募燈會經費等特色，吸引逾千萬人次參觀。觀光局指出，今年燈會結合科技，導入Pepper機器人導覽、行動支付「嗶經濟」，與Pokemon GO合作抓寶樂趣，以及故宮南院舉辦電競比賽，成功吸引年輕世代關注。同時，也結合電信大數據統計賞燈人數，是傳統燈會結合科技的完美融合。觀光局表示，在多年積極推動下，已打響「台灣燈會」國際級節慶活動的品牌形象，今年邀請日本、韓國、中國、港澳、新南向國家、歐美、以色列及土耳其等330位國際媒體、業者及貴賓，來台親自感受台灣慶元宵的節慶活動魅力，獲得參與國外媒體大力讚賞。此外，觀光局今年特別舉辦「劍獅遊燈會」集章活動，並針對國際旅客提供優惠措施，以及與日韓、香港、東南亞等國外旅行社合作包裝台灣燈會優惠行程，亦獲得廣大迴響，可望為台灣觀光強力曝光帶來更多商機。嘉義縣長張花冠除了向所有台灣燈會的幕後英雄致敬外，並在交通部觀光局長周永暉的監交下將象徵主辦權的「台灣燈會」黃色燈籠交給屏東縣長潘孟安，代表2019年臺灣燈會由屏東縣接手舉辦[2]。觀光局亦表示，將配合推動「Tourism2020台灣永續觀光發展策略」，以更環保、在地與藝術化方式強化在地特色、資源永續與創新等概念辦理，文化部亦將協助導入國際級文化藝術策展團隊參與籌辦。

## 贊助廠商
| | | | |                                         |
| - 台灣菸酒公司 - 台灣之星 - 遠東集團 - 台灣水泥 - 達和環保服務股份有限公司 - 亞洲水泥 - 嘉惠電力 - 遠傳電信 - 悠遊卡公司 - 聯邦銀行 | - 上銀科技 - 台灣中油股份有限公司 - Panasonic - 台灣電力公司 - 正隆公司 - 勤堃機械 - 玉山銀行 - 合作金庫 - 兆豐金控 - 富邦金控 | - 彰化銀行 - 九華山地藏庵 - 經濟部工業局 - 長榮航空 - 台灣大哥大 - 富邦集團 - 佳誠 - 華南銀行 - 大同公司 - HOTA-GEAR | - 新光三越 - 台北市嘉義同鄉會 新港聯誼會 - 日立冷氣 - 台灣艾貴太陽能源 - 亞崴機電 - 信義房屋 - 第一銀行 - 國泰金控 - 程泰集團 - ropo | - 經濟部能源局 - 臺灣企銀 - 麗元 - 台糖 |

## 燈會象徵

### 主題
2018年燈會以「235愛上我」為主題，規劃主軸打造嘉義新意象。結合觀光、科技、文化及藝術，是一場突破傳統的「智慧型」台灣燈會。

### 標識
標識由第八屆總統文化獎創意得主，在設計界有「東方設計掌門人」封號的陳俊良設計師所設計。標識圖騰以2018的8字為發想，巧妙融入嘉義兩個字，中間還標明北回歸線的23.5度，融入傳統燈籠意象。設計概念以融入嘉義縣東西寬闊地形，以及北回歸線橫貫其中特色，並以線條劃出嘉義縣阡陌良田、山光水影，以及燦爛陽光的特色，象徵嘉義人寬闊的心胸和溫暖的人情，做為嘉義縣的代表。

### 吉祥物
嘉一郎
吉祥物以嘉義縣的縣鳥「藍腹鷴」為造型，模樣極為活潑，有著白色的羽冠、紅色的大眼，以及顏色極為鮮艷的羽毛，識別度相當高。「嘉一郎」的台語諧音就是代表勤奮打拼的「嘉義人」，代表嘉義縣的發展將展翅高飛，從「一」的概念提倡幸福第一、優質第一為嘉義縣共同期盼的願景，也肩負著讓嘉義縣成為「235愛上我」的文化觀光大使，綽號「尬意哥」更代表人見人愛，看了就尬意。此外，嘉義縣府為吉祥物特地打造的主題曲「光影235」，把嘉義的景觀亮點「太平雲梯」、「故宮南院」、「高跟鞋教堂」等景點都寫入歌詞中，節奏簡單輕快，十分好聽。

### 小提燈
達力狗
小提燈由旅法設計師林佳葦所設計，小提燈造型呼應2018年為生肖狗年，以小狗形式呈現。小提燈由交通部觀光局局長周永暉命名，象徵「非常有力量」，以「旺旺年GO幸福」來帶動喜氣活力，用拼接的繪本風格，將嘉義在地山、海、阿里山森林小火車、原住民圖騰及故宮南院的青花瓷都變成小狗身上的絢麗斑紋，提把設計成可愛狗屋造型，只要輕輕擺動，耳朵就會飛揚，四隻腳像快樂奔跑，模樣可愛逗趣。另外，小狗肚子也設計狗腳印刀模，小朋友夜晚提燈，地上便會出現小狗腳印，就像小狗一同與小朋友嬉鬧一樣。

## 燈區概要
2018年燈會以「水、陸、空」全方位展現，分為「7大主題，18個燈區」，從嘉義縣政府前串聯太子大道到故宮南院，燈區面積超過50公頃。

### 南燈區 - 縣治特區
| | | |
| 位於縣治特區南燈區的左上方 - 台灣燈會主燈 - 台灣燈會副燈 - 台灣燈會主題字幕 - 開燈臺 - 迎賓門 - 光環境 - 傳統燈區 - 歡樂燈區 - 競賽燈區 - 國際友誼燈區 - 候鳥一嘉親燈區 - 愛之都燈區 - 海灣旅遊燈區 - 日出曙光燈區 | 位於縣治特區南燈區的下半部 - 祈福護台灣燈區 - 農創再生燈區 - 綠能藝術燈區 - 童趣玩嘉燈區 - 健康我行燈區 - 山林文化燈區 - 鐵道燈區 - 企業燈區 - 貨櫃市集 | 位於縣治特區南燈區的右上方 - 鄒遊阿里山燈區 - 嘉義新花園燈區 - 來嘉作客燈區 位於縣治特區南燈區的最中央 - 懸空藝術燈區 位於嘉義縣府前廣場及兩旁 - 嘉藝悸動燈區 |

### 中軸線 - 太子大道
| |
| - 第一島區 - 科技燈區 - 第二島區 - VR友善體驗專區 - 第三島區 - 無現金市集 - 第四島區 - 故宮數位展館 |

### 北燈區 - 故宮南院
|                                                |
| - 水上燈區 - 水影舞集燈區 - 國際暨友誼城市燈區 |

## 主燈區展覽

### 主燈
忠義天成
主燈設計首度打破傳統單一主體之生肖主燈概念，首次以雙主體型態呈現，運用嘉義在地題材與多元化展示方式。主燈由中華電信公司贊助，由埴鈁藝術公司設計製作，由彭力真擔任設計總監，主燈基座採八卦設計，主燈方位坐北朝南，由中研院院士曾永義命名，以嘉義阿里山上的鄒族孩童與忠義相伴的台灣犬佇立在阿里山雲海山巔上，融入嘉義人文歷史，象徵展望過去、佇立現在、眺望未來，讓世界看見台灣，也歡迎各地民眾來台灣作客。主燈總高度21公尺，首度加入原住民小孩揮手打招呼動作，讓主燈展演時，民眾能夠感受小朋友揮手Say Hello。燈光設計採用全新4D折射方式展現光柵片的視覺效果，另外主燈內部裝有全彩LED燈，可呈現1千2百萬以上的畫素色彩，無論民眾自何角度觀賞主燈，皆可欣賞到千變萬化之光學奇幻美景。
嘉義縣長張花冠提及主燈忠義天成的緣由，嘉義以前稱諸羅縣，清朝乾隆皇帝看到嘉義民眾用心家園的決心，賜下「嘉其忠義」，主燈回顧這歷史，並以原住民小孩與台灣犬同行，突顯在地特色與歷史更有意義。
開燈六步驟為「媽祖花璀璨、美哉阿里山、鰲鼓駐奇鳥、沃原成大觀、上元屬忠義、萬民盡騰歡」。
燈會閉幕熄燈後，嘉義縣政府無意接收主燈，因台南西拉雅風景區管理處與台南走馬瀨農場有合作協議，決定將主燈移置走馬瀨農場典藏。

### 副燈
台灣幸福驛站
以馬車結合小火車為主意象，設計上以一馬當先的回首駿馬，結合阿里山與森林小火車的音樂馬車型態為發想，並讓小火車以旋轉動態方式呈現，基座更特別以光雕來呈現台灣的型態，帶給您全新的賞燈體驗，並駐足感受。
朝日合鳴
同時展現阿里山三大特色：1.阿里山特有的地形與山勢，造就其享譽國際的日出絕景，當朝陽乍現、日出雲端，瞬間光芒萬丈、燦爛奪目。2.台灣特有種帝雉，常於小雨過後，雲霧繚繞之際，雌雄同行悠遊林間，一前一後、亦步亦趨，在曉日輝光襯托下，更顯「迷霧中王者」的姿態。3.台灣一葉蘭在山林中暗吐幽香，鄒族勇士的樸拙刀痕刻劃了祖靈的傳說，色彩錯落的幾何圖騰圍繞著古老的祭典，山林美景與原民文化在時間的長流譜出雋永動人的協奏曲。
燈會閉幕熄燈後，兩座副燈由嘉義縣政府接收，移置民雄鄉表演藝術中心典藏。

### 迎賓門
- 生命之樹
- 百花迎賓門
- 百樹迎賓門

### 光環境
- 副燈光環境
- 環場光環境
- 23.5°文化軸線光環境（本年度無設置祈福燈林，改以此來呈現。）
- 林下休憩光環境
- 開燈台兩側光環境

## 燈會紀錄

### 歷年之最
- 展期最長：從2月16日（農曆大年初一）至3月11日展期24天。
- 面積最大：從嘉義縣政府串聯太子大道到故宮南院超過50公頃（燈區加上停車場高達100公頃）。
- 感官之最：從平面到立體與平地到水空。

### 歷年首創
- 首度以「水、陸、空」全方位方式呈現。
- 首度與國際型博物館結合，燈區延伸至故宮南院。
- 台灣燈會主燈首次以雙主體型態呈現。
- 美食小吃攤商分散各燈區，讓遊客邊走邊吃邊玩邊看。
- 導入多元支付，在科技燈區打造無現金市集，以行動支付、電子票證或信用卡，讓民眾憑一機或一卡就可輕鬆逛燈會。
- 童趣玩嘉燈區突破以往燈會展出模式，以創新互動體驗樂園營運，取得日本兩大主題授權 –「哆啦A夢」及「日本第一吉祥物大賞」，燈區內兩個主題園區須憑票入園，園方將精準控管人流，為親子族群打造最高品質的童玩園地。
- 為行銷台灣燈會，嘉義縣政府與「英雄聯盟」合作在故宮南院的國際暨友誼城市燈區設置旺旺電競特區，民眾可以一邊賞燈，一邊免費打擂台賽。
- 台灣燈會首度與Niantic合作，結合Ingress和Pokémon GO融合潮流手遊與現實世界，是歷屆台灣燈會中的首度創舉。而「Pokémon GO Safari Zone in 2018台灣燈會在嘉義」更是在台灣首場大型實體活動，民眾不僅可在燈會會場欣賞美麗燈景，更能同時享受Pokémon GO的遊戲樂趣！
- 台灣燈會首度結合中華電信、遠傳電信兩大電信業數據資料，統計遊客人數，應用「大數據」統計公析，每天公布遊客人數，取代傳統燈會按碼錶計算人數灌水。
- 本次燈會首創團膳創新做法，讓所有工作人員及志工都能有一個安全、衛生的用餐環境。此外，因應環保意識抬頭，團膳的餐具採用植物做的玉米餐具，無毒且兼具環保，經過清潔後可重複使用。
- 台灣燈會開幕典禮首次有F-16戰機以大雁隊形衝場，取代歷年高空煙火秀。
- 首創三舞台展演，來自國內外藝人、團隊演出近百場，堪稱地表最強。
- 首度開放空域，第一次有熱氣球在嘉義升空，不只從平面和水上賞燈、看表演，還能搭熱汽球飛到100呎高空看璀璨絢麗的燈區。

### 參觀人數
此次跳脫傳統框架，首度結合中華電信、遠傳電信數據資料，由遠傳電信大數據分析團隊進行設計、計算與分析，透過運算平台，每天及時提供參觀人數統計，這將是燈會首次應用大數據技術，也是國內首次將此技術運用在大型活動人流監測，透過科技管理，獲取更科學、更真實及時活動人數統計。遠傳經理陳文欽說，每2公里有座手機基地台，在人手一機現代，應用大數據分析賞燈人流，統計時段每天上午9點到晚間9點，除燈會期間每天提供參觀人數統計，還提供人流分析資訊報表，作為活動期間行銷規畫調整依據，透過人潮密集區域及停留時間等數據，分析遊客旅行喜好，做為未來行銷推廣或交通規劃調整參考。

### 獲獎紀錄
以十項台灣燈會的首創紀錄「水陸空三維立體展演空間、台灣燈會嗶經濟、熱氣球高空視角看燈會、官方結合AR、VR手遊與電競、燈會AI大數據計算人數、工作人員智慧環保團膳、台灣燈會開幕F16衝場、雙主題主燈、燈會舞台3+1及故宮南院動靜態展覽」，創新且新穎的活動創意，挑戰過去燈會的框架，打造全新型態的賞燈視角，成功勇奪第七屆「台灣活動卓越獎」公共服務類銀質獎。

### 其他紀錄
東道主嘉義縣長張花冠是第一位義賣畫作籌募台灣燈會經費的縣長。

## 社會反應

### 國際媒體
來自各國的中外媒體於參觀燈會後，對燈會的盛大開幕典禮及璀璨的主燈秀讚嘆不已，直呼如同世界博覽會展館，精采程度超乎預期。

#### 美国
美國舊金山的網紅指出，台灣燈會的精彩程度遠遠超乎預期，惟有親身體驗，否則無法體會。同樣來自舊金山的Beth Schnitzer則說，白天台灣燈會如同世界博覽會的展館(world expo pavilion)，晚上的燈會將在地色如阿里山與高山火車以動態融合傳統燈的方式展現，讓人印象深刻。

#### 
來自澳洲的媒體則表示，台灣燈會很適合家庭旅遊，主燈的設計非常出色，整體活動極為壯觀，澳洲並無類似活動，非常適合有亞裔背景的澳洲人來參與。

#### 香港、澳門、新加坡
來自香港、澳門、新加坡等華人地區的媒體也同聲表示，台灣燈會的規模盛大前所未見，透過參觀燈會可以快速認識嘉義的風土民情及台灣文化的精髓。

#### 
韓國Lonely Planet雜誌記者則表示，原本預期會看到傳統的元宵燈會，沒想到卻是加入科技聲光效果的燈會。

#### 荷蘭
來自荷蘭的Ms Judith Waagemans 則說，台灣燈會以不同主題的燈籠結合在地美食的舉辦方式，在荷蘭是很少見的；她也進一步觀察到，如此大型活動，卻不需要太多的警察維持秩序，良好的治安是台灣吸引國際旅客到訪的一大誘因。

## 爭議

### 高爐石整地質疑
為避免燈會場地晴天塵土飛揚，雨天泥濘積水，在節省支出及兼顧遊客的安全原則下，中鋼子公司中聯公司同意提供18萬噸氣冷高爐石，做為燈區中18公頃的展場及36公頃非屬農業區農地停車場的基底層鋪設使用，不過卻引發民眾對汙染土壤的疑慮。嘉義縣政府解釋，高爐石是煉鋼廠生產過程產生的副產品，以空氣自然冷卻方式產出的是氣冷高爐石，經破碎與篩分產出級配料，大部分用於道路級配使用，和一般的爐渣廢棄物不同，請民眾放心。另外，縣府建設處也說，嘉義縣府與中聯公司簽定的捐贈契約書，明訂高爐石不得回填於農牧、林業、養殖或其他違反區域計畫、都市計畫法管制使用等土地，每批出廠的產品都必須提供試驗報告，證明產品安全無虞，同時符合公共工程委員會相關規範。

### 外國設計師質疑作品被抄襲
葡萄牙設計師Hugo Reis指控該屆燈會的裝置藝術作品「嘉藝之光」與個人作品「日蝕」（Eclipse）相似度極高，質疑遭衍象設計實驗室製作團隊抄襲。實驗室表示，「嘉藝之光」設計概念出自加拿大燈具公司Rougier在1970年代販售的燈具「MorilleL Lamp」作為發想，認為在視覺上與「日蝕」有雷同之處。

## 註解
1. ↑  燈會展期配合嘉義縣農曆春節期間的「回嘉真好」系列活動而提前開始，主燈區以外的燈區會提前開始點燈。
2. ↑  童趣玩嘉燈區（超萌動感樂園、哆啦A夢來嘉過年主題特展）及燈區遊園車。
3. ↑  「北回歸線」橫越整個嘉義縣，北緯23度半的數字235諧音恰巧聽起來就像「愛上我」，為嘉義畫出浪漫的愛情天際線，因此打造出「235愛上我，愛情天際線」。
4. ↑  超過25間企業共襄盛舉，藉由自行設計、施作燈組及光環境，將帶給觀眾們耳目一新的感受。包含上銀、和大工業、程泰機械、亞崴電機、慶鴻機電、佳誠建設、聯邦銀行、九太科技、大同公司、台灣日立、台灣菸酒、科定企業、台灣速力、路得寶、佐登妮絲、台灣佳能、老楊食品、台灣之星、佳凌科技、比菲多、中穎實業、台灣日邦、夆典科技、麗明營造、威信工程等多間企業攜手合作來充分展現企業形象與創新設計，也藉此行銷嘉義、點亮嘉義。

## 外部連結
- （繁體中文）（英文）（日語）（泰文）2018臺灣燈會在嘉義（交通部官方網站）[永久]
- （繁體中文）2018台灣燈會在嘉義開放資料專區（页面存档备份，存于）